# Crotalaria calycina
Crotalaria calycina är en ärtväxtart som beskrevs av Franz von Paula Schrank. Crotalaria calycina ingår i släktet sunnhampor, och familjen ärtväxter. Inga underarter finns listade i Catalogue of Life.